# Nacionalni parkovi u Mađarskoj
Popis nacionalnih parkova u Mađarskoj:
1. Aggtelek - 1985.
2. Hortobágy - 1973.
3. nacionalni park Körös-Maros - 19997.
4. Nežidersko jezero (Nacionalni park Fertő-Hanság) - 1994.
5. Kiskunsági Nemzeti Park – 1975.
6. Bükki Nemzeti Park – 1976.
7. nacionalni park Dunav-Drava – 1996.
8. nacionalni park Dunav–Ipoly – 1997.
9. nacionalni park Balatonsko gorje – 1997.
10. nacionalni park Őrség – 1. siječnja 2002.

## Vanjske poveznice
- National Parks in Hungary  Arhivirana inačica izvorne stranice od 11. listopada 2020. (Wayback Machine)